# Acupalpus testaceus
Acupalpus testaceus är en skalbaggsart som beskrevs av Pierre François Marie Auguste Dejean. Acupalpus testaceus ingår i släktet Acupalpus och familjen jordlöpare. Inga underarter finns listade i Catalogue of Life.